# Schlesisches Landesmuseum

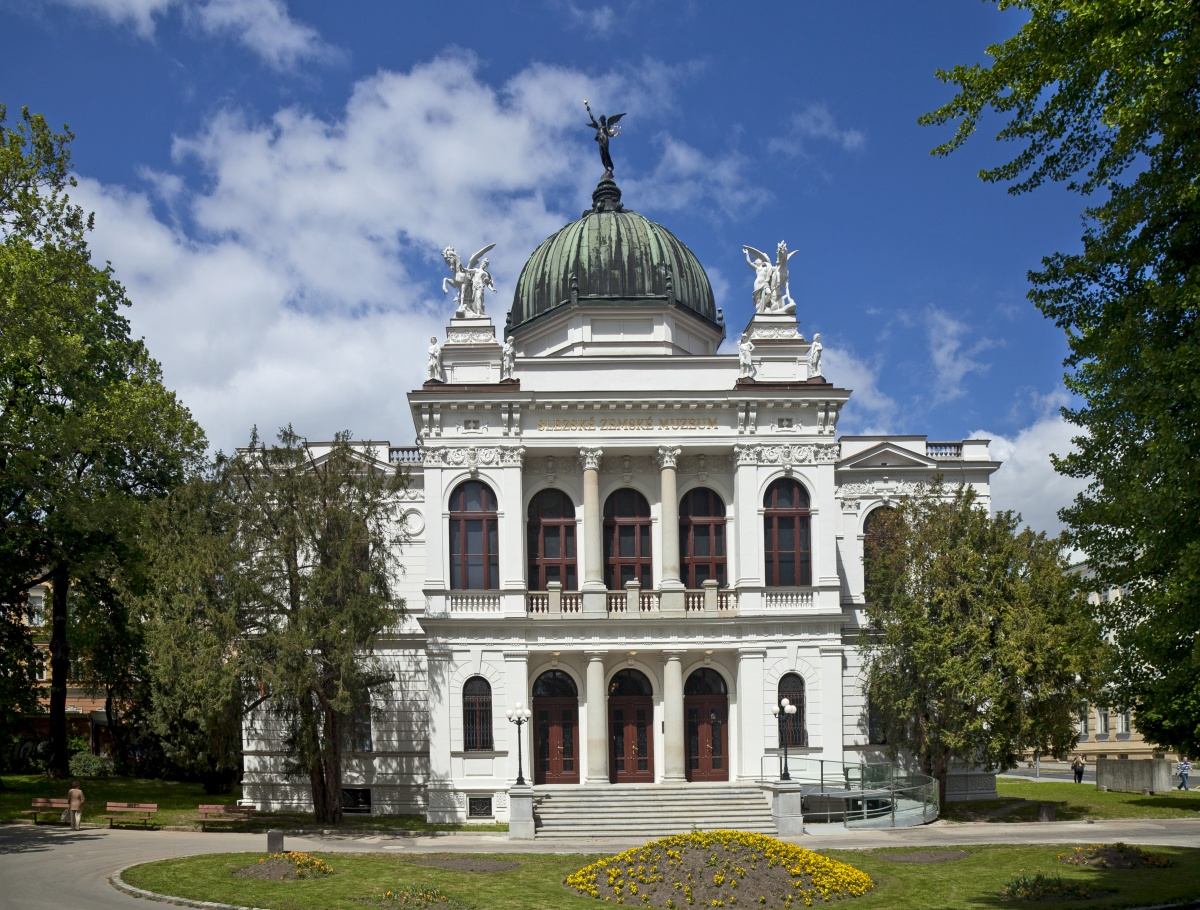
Das Schlesische Landesmuseum in Opava

Das Schlesische Landesmuseum (tschechisch Slezské zemské muzeum) in Opava (Troppau) ist eine gemeinnützige Einrichtung des Kulturministeriums der Tschechischen Republik und das älteste öffentliche Museum des Staates. Das Museum wurde im Jahr 1814 gegründet. Es ist mit seinen über 2,4 Mio. Sammlungsgegenständen das drittgrößte Museum in der Tschechischen Republik.
Die ausgestellten, vor allem ethnologische und archäologische Exponate, sind thematisch mit der Natur und Geschichte des tschechischen, bzw. früher österreichischen Schlesien und Nordmähren verbunden. Außer regional-ethnologischen Ausstellungen verfügt das Museum über eine Kunstabteilung mit den Werken der österreichischen und europäischen Künstler sowie über einen botanischen Garten. Zusätzlich werden als Freilichtausstellung die tschechischen Verteidigungsanlagen aus den Jahren 1934–1938 vorgestellt.

## Standorte

### Stammhaus

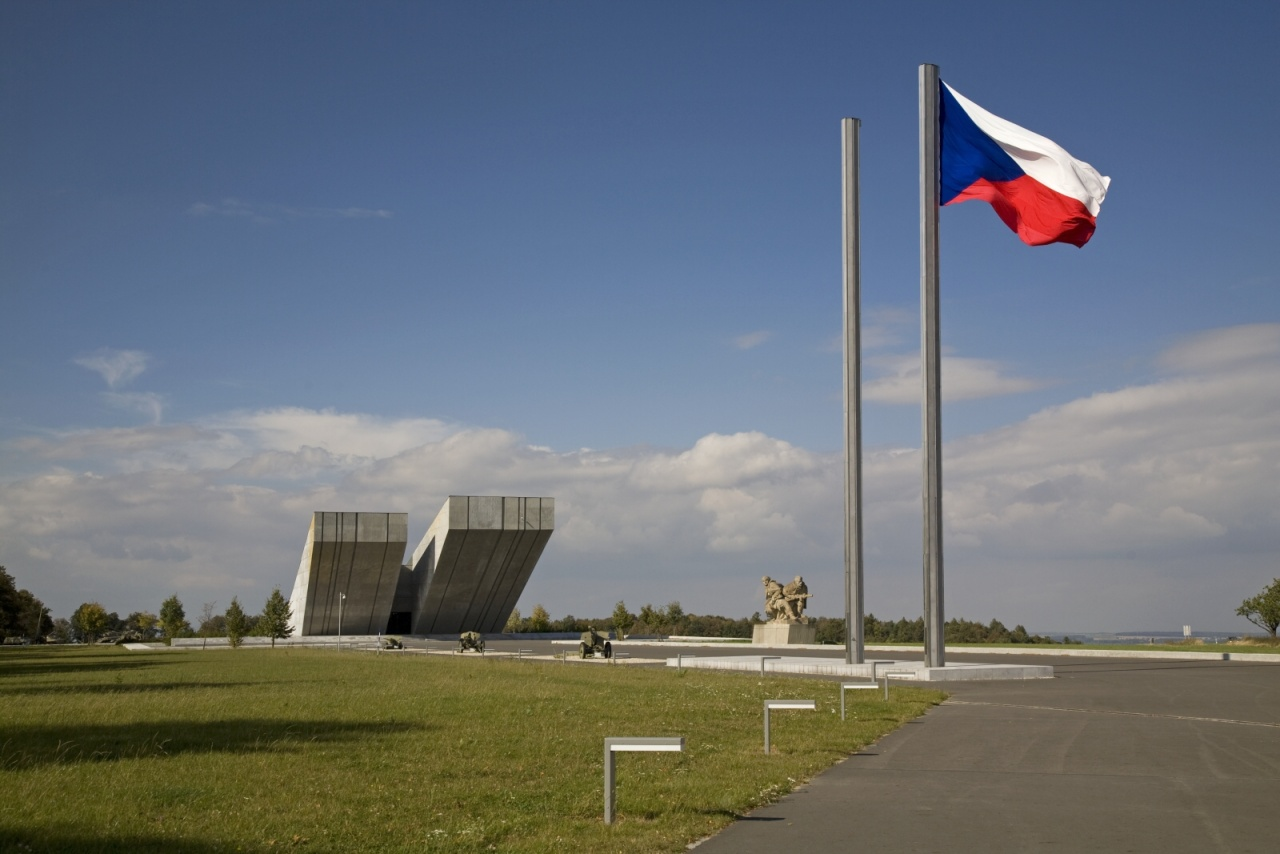
Gedenkstätte des II. Weltkriegs in Hrabyně

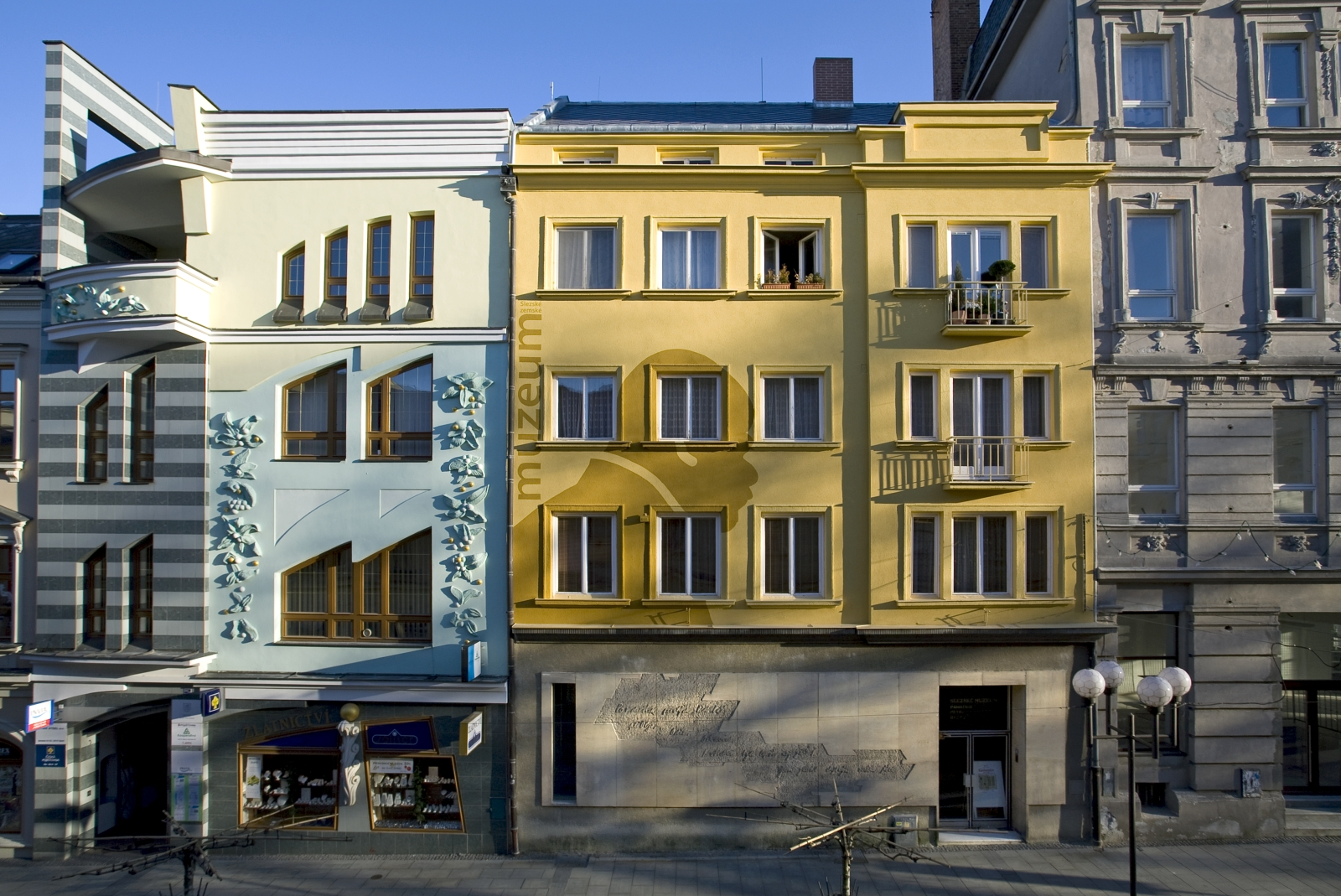
Petr-Bezruč-Haus

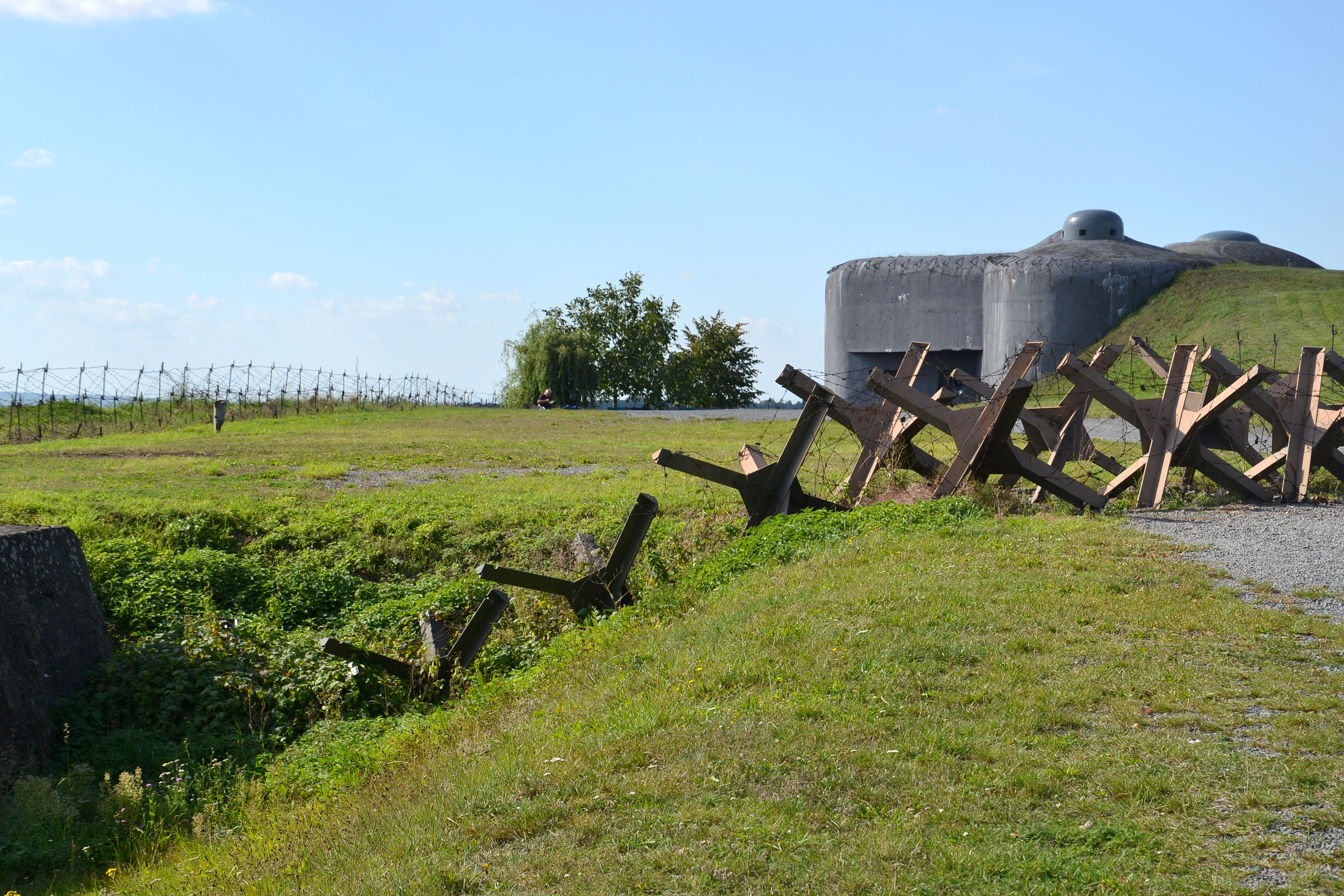
Areal des Tschechoslowakischen Walls in Hlučín

Das historische Stammhaus in Troppau, umgeben von einem großzügigen Park, beinhaltet eine Dauerausstellung zur Geschichte Schlesiens von der Urzeit bis zur Gegenwart. Ausgewählte Themen aus der Geschichte und der Natur sowie berühmte Persönlichkeiten und Künstler der Region werden als Schwerpunkte hervorgehoben.

### Außenstellen
- Arboretum in Nový Dvůr
- Gedenkstätte des Zweiten Weltkriegs in Hrabyně
- Petr-Bezruč-Gedenkstätte in Opava
- Areal des Tschechoslowakischen Walls in Hlučín
- Petr-Bezruč-Holzhaus in Ostravice

## Geschichte
Das Museum wurde 1814 von Faustin Ens, Joseph Schössler und Franz von Mückusch und Buchberg als naturkundliche Sammlung des Troppauer Gymnasiums gegründet. Dieses Gymnasium war in einem Seitentrakt des Landhauses am Niederring (ehemals Jesuitenkollegium) untergebracht, in dem sich heute das staatliche Landesarchiv befindet. Das Museum entwickelte sich rasch und hatte bald einen überregionalen Ruf.
Von 1893 bis 1895 wurde auf dem Gelände des ehemaligen Liechtensteinschlosses nach den Plänen der Wiener Architekten Johann Nepomuk Scheiringer und Franz Kachler ein Neorenaissance-Kuppelbau errichtet, in dessen Räumen das Museum nun als Schlesisches Landesmuseum unter der Leitung des Nürnberger Kunsthistorikers Edmund Wilhelm Braun (1870–1957) einzog.
In den letzten Kriegstagen 1945 brannte das Museumsgebäude aus, ein Teil der wertvollen Bestände wurde vernichtet. Nachdem der Wiederaufbau im Jahre 1955 abgeschlossen war, litt das Museum mehrfach unter Umbauten, Schließungen und einer unklaren Museumskonzeption. Nach einer grundlegenden Renovierung wurde es im Jahr 2012 mit einer neuen Dauerausstellung wieder eröffnet.
Im Jahr 2014 feierte man die 200-jährige Museumsgeschichte mit einem Festakt, zu dem auch das Oberschlesische Landesmuseum in Ratingen eingeladen war.
Direktoren
- 1935–1944: Werner Kudlich

## Sammlungen
Sammlung Paul Gebauer